# Proasellus faesulanus
Proasellus faesulanus és una espècie de crustaci isòpode pertanyent a la família dels asèl·lids.

## Hàbitat
És demersal i estigobiont.

## Distribució geogràfica
Es troba a Europa: el riu Mugnone a prop de Florència (Itàlia).